# Empire (Big Big Train)

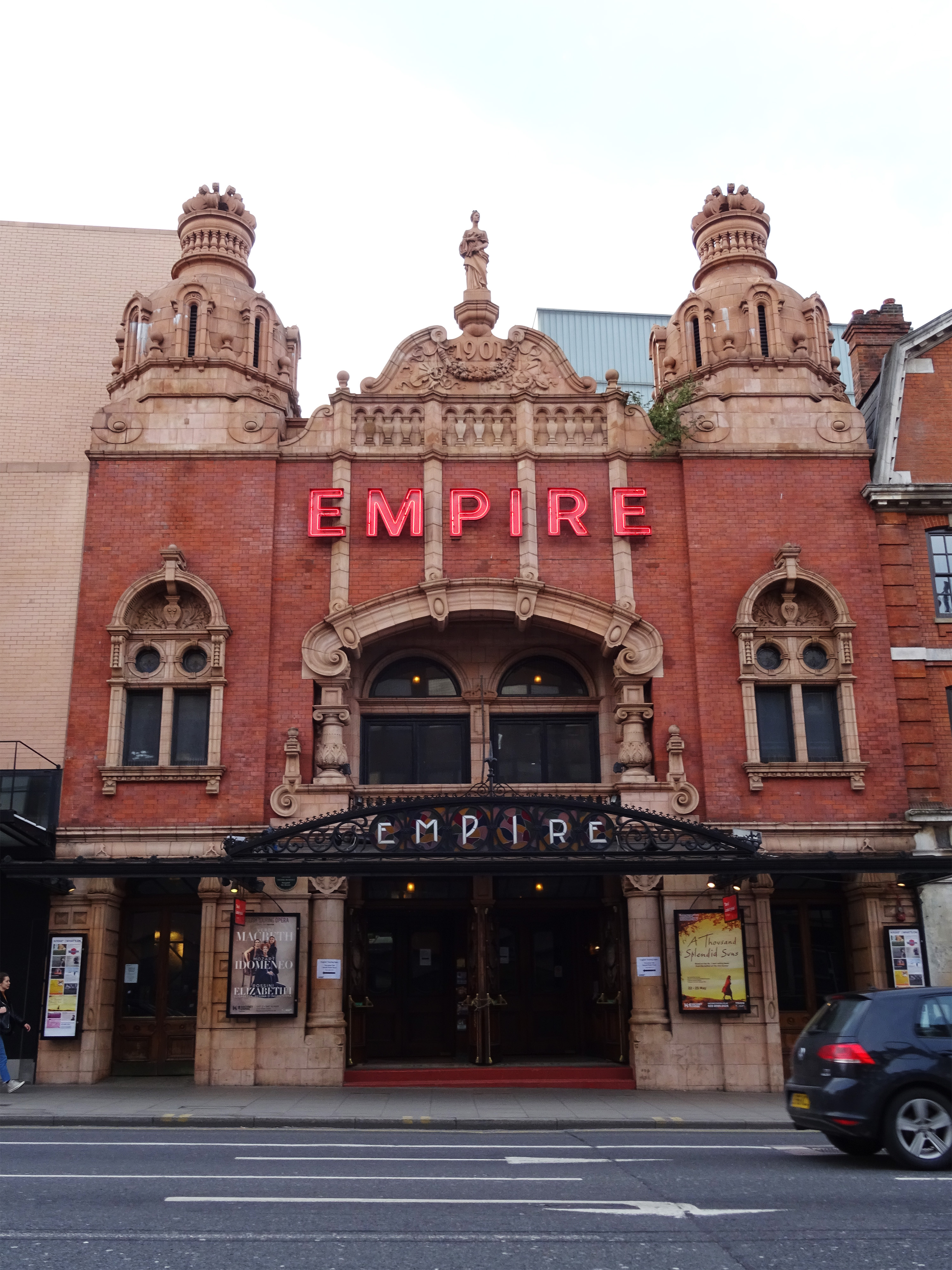
Hackney Empire in 2019

Empire is een livealbum van Big Big Train (BBT). 

## Aanloop
BBT ging na de uitgave van het album Grand tour op tournee. Het was voor hun doen een vrije lange tournee, waarbij BBT door een groeiende scharende fans ook in grotere en akoestisch betere zalen kon optreden. Die tournee zou ook in 2020 doorlopen met een concert in onder andere Zoetermeer, maar de coronapandemie zette de optredens stop. BBT gaf daarop het livealbum uit onder de titel Empire. Die titel voert niet alleen terug op de plaats van opname: Hackney Empire in Londen, maar ook op het Romeinse en Britse Rijk (British Empire), thema’s binnen de teksten van BBT. Ondanks de meerkosten besloot BBT tijdens die tournee op te treden met blaaskwintet (er stonden 13 musici op het podium), ze vond het een wezenlijk onderdeel van hun muziek die Spawton in 2021 omschreef als pastorale symfonische rock. Het repertoire werd speciaal voor die concertreis geselecteerd, passend voor publiek en zalen, maar BBT kon niet onder East coast rider uit.
Het geluid was in handen van Rob Aubrey, al sinds het begin betrokken bij BBT.

## Musici
- Nick D'Virgilio – drumstel, percussie, zang
- Dave Gregory - gitaren
- Rachel Hall – viool, zang
- David Longdon – zang
- Danny Manners – toetsinstrumenten
- Rikard Sjöblom – gitaren, toetsinstrumenten, zang
- Gregory Spawton – basgitaar, baspedalen, percussie

Met
- Robin Armstrong – toetsinstrumenten, gitaren
- Dave Desmond – trombone, percussie
- Paul Hawkins – trompet, percussie
- Nick Stones – hoorn
- John Truscott – tuba

Gregory (was toeren zat), Hall, Manners en Armstrong gaven tijdens de concertreis aan, dat ze met BBT stopten.

## Muziek
| Nr. | Titel                      | Duur  |
| --- | -------------------------- | ----- |
| 1.  | Novum organum              | 2:28  |
| 2.  | Alive                      | 4:37  |
| 3.  | Hedgerow                   | 9:00  |
| 4.  | Theodora in green and gold | 5:31  |
| 5.  | Winkie                     | 8:29  |
| 6.  | The florentine             | 8:17  |
| 7.  | Brave captain              | 12:39 |

| Nr. | Titel            | Duur  |
| --- | ---------------- | ----- |
| 1.  | Voyager          | 13:53 |
| 2.  | Homesong         | 4:43  |
| 3.  | Wassail          | 7:58  |
| 4.  | Engines and men  | 4:03  |
| 5.  | East coast racer | 17:23 |

Het album werd aangevuld met een Blu-raydisc met opnamen van het concert, de registratie werd verzorgd onder leiding van Tim Sidwell, hij registreerde eerder concerten van Marillion, Status Quo en Lisa Stansfield  De Blu-ray bevat onder andere als meerwaarde de praatjes tussen de nummers.